# 高杉桃加
高杉 桃加（たかすぎ ももか、1996年3月14日 - ）は、山口県出身のハンドボール選手。日本ハンドボールリーグのオムロン所属。

## 経歴
2014年に日本ハンドボールリーグのオムロンへ加入。
2015年6月に第3回U-22東アジア選手権の日本代表に選出。8月には第13回女子ジュニアアジア選手権の日本代表U-20に選出された。
2016年は第20回女子ジュニア世界選手権の日本代表U-20に選ばれた。
2019-20年シーズンから背番号を「5」へ変更。

## 詳細情報

### 年度別成績
| 年       | チーム   | 試合 | フィールド 得点 | 率    | 7m  | 合計 | 警告 | 退場 | 失格 |
| -------- | -------- | ---- | --------------- | ----- | --- | ---- | ---- | ---- | ---- |
| 2014-15  | オムロン | 0    | -               | -     | -   | -    | -    | -    | -    |
| 2015-16  | オムロン | 3    | 0/0             | -     | 0/0 | 0/0  | 0    | 0    | 0    |
| 2016-17  | オムロン | 0    | -               | -     | -   | -    | -    | -    | -    |
| 2017-18  | オムロン | 2    | 1/1             | 1.000 | 0/0 | 1/1  | 0    | 0    | 0    |
| 2018-19  | オムロン | 8    | 4/9             | .444  | 0/0 | 4/9  | 0    | 0    | 0    |
| JHL：5年 | JHL：5年 | 13   | 5/10            | .500  | 0/0 | 5/10 | 0    | 0    | 0    |

### 記録

#### 日本ハンドボールリーグ
- フィールドゴール初得点：2018年1月27日、対プレステージ・インターナショナル アランマーレ戦（サオリーナ）[5]

### 背番号
- 21 (2014年 - 2019年)
- 5 (2019年 - )

## 代表歴

### 日本代表U-22
- U-22東アジア選手権 (2015年)

### 日本代表U-20
- ジュニア世界選手権 (2016年)
- ジュニアアジア選手権 (2015年)